# ازدواج تویا
ازدواج تویا (به انگلیسی: Tuya's Marriage)، فیلمی ساختهٔ وانگ کوآنان، فیلمساز چینی است که در سال ۲۰۰۶ میلادی ساخته شد. این فیلم در پنجاه و هفتمین دورهٔ جشنوارهٔ فیلم برلین توانست جایزهٔ اصلی جشنواره یعنی خرس طلای بهترین فیلم را دریافت کند. اعضای هیئت داوران، افرادی همچون پل شریدر (فیلمساز آلمانی)، ویلیام دافو (بازیگر آمریکایی) و گائل گارسیا برنال (بازیگر مکزیکی) بودند که وانگ کوآنان توانست برای این فیلم، خرس طلا را از آن‌ها دریافت کند.
وانگ به هنگام دریافت جایزه خرس طلایی گفت:رویای بسیار زیبایی برای من به واقعیت تعبیر شده‌است. شاید این آخرین فیلمی باشد که دربارهٔ دامداران مغولی ساخته می‌شود زیرا به هرتقدیر (با توجه به روند کنونی توسعه) آن‌ها در هیاهوی شهرها ناپدید خواهند شد. وانگ کوانان پس از دریافت جایزه خود از پل شریدر، رئیس هیئت داوران جشنواره سال ۲۰۰۷ برلین گفت، با توجه به نزدیک بودن سال نو چینی‌ها، هیچ عیدی ای برای او نمی‌توانست بهتر از این باشد. «وقتی کار فیلمسازی را تازه شروع کرده بودم، معلم ام به من گفت فیلم‌ها باید رؤیای آدم‌ها را نشان دهند. این فیلم رویاهای مرا به واقعیت تبدیل کرد.»

## داستان فیلم
فیلم، روایت زن دامدار مغولی است که زندگی شهری و صنعتی، او را مجبور می‌کند تا به شهر برود…

## فیلم و جشنواره‌ها
| جشنواره                                 | جایزه                                                                                        |
| --------------------------------------- | -------------------------------------------------------------------------------------------- |
| جشنوارهٔ فیلم برلین در سال ۲۰۰۷          | برندهٔ جایزهٔ خرس طلایی بهترین فیلم                                                            |
| جشنوارهٔ فیلم شیگاگوی آمریکا در سال ۲۰۰۷ | برندهٔ Silver Hugo برای بهترین بازیگر زن (یو نان) و جایزهٔ ویژهٔ هیئت داوران برای (وانگ کوآنان) |